# NGC 2090
NGC 2090 là một thiên hà xoắn ốc nằm cách Hệ Mặt trời khoảng 40 triệu năm ánh sáng trong chòm sao Thiên Cáp. Nó được phát hiện vào ngày 29 tháng 10 năm 1826 bởi nhà thiên văn học người Scotland James Dunlop. NGC 2090 đã được nghiên cứu để tinh chỉnh hằng số Hubble đến độ chính xác trong phạm vi ± 10%. 

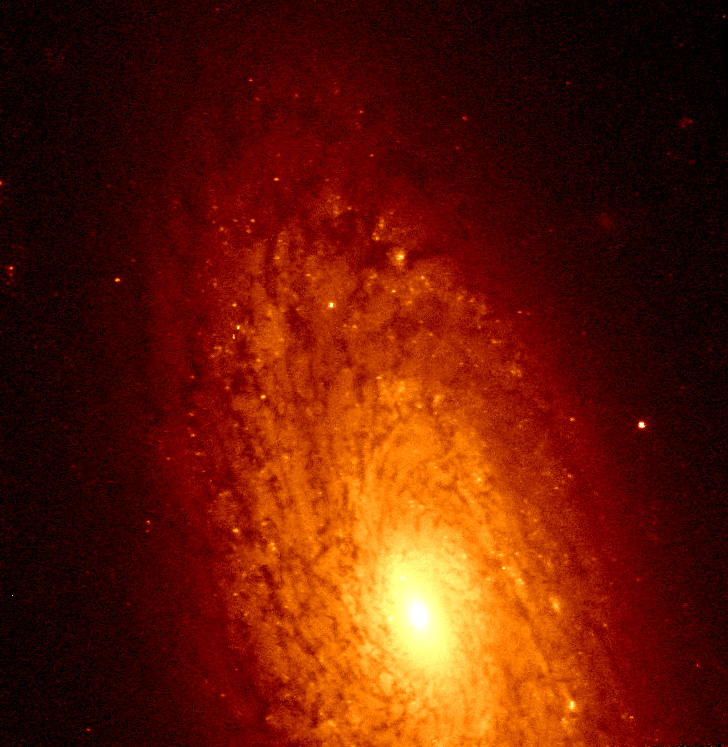
NGC 2090